# (3479) Malaparte
Pour les articles homonymes, voir Malaparte (homonymie).
(3479) Malaparte est un astéroïde de la ceinture principale.

## Description
(3479) Malaparte est un astéroïde de la ceinture principale. Il fut découvert le 3 octobre 1980 à l'Observatoire Kleť par Zdeňka Vávrová. Il présente une orbite caractérisée par un demi-grand axe de 3,05 UA, une excentricité de 0,10 et une inclinaison de 12,5° par rapport à l'écliptique.

## Compléments